# E4 (텔레비전 채널)
E4는 채널 4의 형제자매 채널로, 2001년 1월 18일 유료 방송으로 개국했으나, 2005년에 지상파, 2008년에 위성을 통한 방송이 무료화되었다. 채널명의 "E"는 "Entertainment"를 뜻하며, 15~35세 시청자들을 타깃으로 한다.